# Siciloniscus tulliae
Siciloniscus tulliae är en kräftdjursart som beskrevs av S. Caruso 1982. Siciloniscus tulliae ingår i släktet Siciloniscus och familjen Trichoniscidae. Inga underarter finns listade i Catalogue of Life.